# エルブリッジ・コルビー
エルブリッジ・コルビー（英語: Elbridge Colby、1979年12月30日 - ）は、アメリカ合衆国の官僚、戦略家、政治家。
持続的な大国間競争の時代に米国が備えるための戦略開発を行うマラソン・イニシアチブの共同代表である。著書『The Strategy of Denial: American Defense in an Age of Great Power Conflict』はウォール・ストリート・ジャーナルの2021年のトップ10冊に選ばれた。

## 来歴
祖父は元CIA長官のウィリアム・コルビー。父はカーライル・グループ・シニアアドバイザーのジョナサン・コルビー。父がファースト・ボストンやブラックストーンの東京事務所長などを務めていた関係で6歳だった1986年に日本に移住し13歳までを過ごした。西町インターナショナルスクール及びアメリカンスクール・イン・ジャパンに通った経験がある。
ハーバード大学とイェール大学ロースクールを卒業し、2003年のイラク連合国暫定当局や2005年から2006年にかけての国家情報長官室の立ち上げに勤務するなど、キャリアの中で、戦略軍、軍備管理、情報改革に関する様々な米国政府の職務に就いてきた。また、2014年国防パネル、2008-2009年戦略態勢委員会、2004-2005年大統領大量破壊兵器（または「イラク大量破壊兵器情報」）委員会など、多くの政府委員会のスタッフとして活躍している。その後、コルビーは2017年から2018年まで戦略・戦力開発担当の国防副次官補を務めた。その職務において、彼は国防総省の卓越した戦略立案指針である2018年国防戦略（NDS）の策定と展開において、主導的役割を務めた。2018年の国防戦略は、国防総省の焦点を、何よりもまず中国、次いでロシアがもたらす米国の安全保障上の利益への挑戦に移し、これらの大国の競争相手に対する統合軍の戦力回復を強調し、より小さな利益よりもこれらの優先事項に明確に焦点を当てることの重要性を強調した。コルビーはまた、2017年国家安全保障戦略の策定において、国防総省の主要な代表を務めた。また、新アメリカ安全保障センター（CNAS）の防衛プログラムディレクターとして、2018年から2019年にかけて防衛問題に関するセンターの活動を指揮し、それ以前はCNASとCNAの両方でシニアフェローを務めた。外交問題評議会と国際戦略研究所のメンバーでもある。
2024年12月23日、ドナルド・トランプ次期大統領は国防次官（政策担当）にコルビーを指名すると発表した。
2025年4月8日、米上院は賛成54反対45でコルビーの国防次官（政策担当）就任の人事を承認した。

## 言論活動
コルビーは米国内外で幅広く出版している。米国では、フォーリン・アフェアーズ、ウォール・ストリート・ジャーナル、タイム、ワシントン・ポスト、ニューヨーク・タイムズ、ナショナル・インタレストなどに記事が掲載されている。海外では、朝日新聞、読売新聞、日経アジア、ヒンドゥスタン・タイムズ、オーストラリアン、シドニー・モーニング・ヘラルド、フランクフルター・アルゲマイネ・ツァイトゥング、ツァイト、フィガロ、スペクテーター、デイリー・テレグラフ、サバイバル、ナショナル・ポスト、台北タイムズなどで記事を執筆したり、幅広いインタビューを受けている。また、米国内外のテレビ、ラジオ、ポッドキャスト、オンライン番組にも定期的に出演している。議会や米中経済安全保障検討委員会でも何度も証言している。

## 栄典
国防総省からDistinguished and Exceptional Public Service Awardを、国務省からSuperior and Meritorious Honor Awardを受賞している。

## 著書
- The Strategy of Denial: American Defense in an Age of Great Power Conflict. Yale University Press, 2021. ISBN 9780300256437
  - 『拒否戦略：中国覇権阻止への米国の防衛戦略』塚本勝也・押手順一訳、日本経済新聞出版、2023年12月。ISBN 978-4296117291
- 『アジア・ファースト：新・アメリカの軍事戦略』奥山真司訳、文春新書、2024年10月。ISBN 978-4166614684